# Strychnos
Strychnos er et black metal/death metal-band fra københavn fra Danmark. Dannet i 1998 med udgivelsen af Demo Tracks 1998, sidenhen udgav de singlen "Terror Lies Within" på danske Horror Records i 2000. Efter en mangeårig pause udgav de minialbummet Undead Unsouls Unbound den 25. februar 2011. Den 31. marts udkom antologien Lessons in Terror på 12"er vinyl.

## Diskografi
- 1998 Demo Tracks 1998
- 2011 Undead Unsouls Unbound
- 2011 Lessons in Terror